# مخلاف نجران
مخلاف نجران أحد مخاليف اليمن من ناحية مكة، سمي بنجران بن زيدان بن سبأ بن يشجب بن يعرب بن قحطان  ، وكانت تسمية المخاليف لتقسيم المناطق اليمنية قبل سيطرة العثمانيين على اليمن عام 1538 واحتلال بريطانيا لعدن عام 1839  وأستمرت بعد ذلك .

## خلفية
كانت اليمن تقسم إلى العديد من المخاليف وبعد سيطرة العثمانيين على اليمن قسموها إلى 4 ألوية يقسم اللواء إلى عدة أقضيةونواحي ، وتغيرت الألوية بعد العهد الجمهوري والوحدة إلى محافظات والنواحي إلى مديريات .